# Șerban Alexandru
Șerban Alexandru (pseud. lui Cană Mirel, n. 23 martie 1957, sat Corbu, com. Măxineni, jud. Brăila), scriitor.

## Studii
A urmat Liceul Pedagogic din Brăila (1972-1977) și Facultatea de Litere a Universității “Al. I. Cuza” din Iași (1978-1982). 

## Activitatea profesională
Profesor în învățământul preuniversitar ieșean (1982-1989), redactor la Editura Junimea (1990-1992), muzeograf la Muzeul Literaturii Române din Iași (1992-2005). A lucrat în cadrul Editurii Humanitas. Coordonator al Cenaclurilor literare “Junimea” și “Dosoftei” din Iași. Volume publicate: Zgomotul de fond (1992); Parcul de distracții (1992), Jurnalul unui copil care a salvat omenirea (1992); Dinozaurii au emigrat în Constelația Lebedei (1994); Iubirea are chipul său (1995); Omul e mort (1999); Benedict și Maledict. Cartea I - Mallarmé (2003); Cartea a II-a – Albedo (2005); Diagnostic (2010).